# Jan Gajdoš
Jan Gajdoš (Brno, Checoslovaquia, 27 de diciembre de 1903-19 de noviembre de 1945) fue un gimnasta artístico checoslovaco doble campeón mundial en 1938 en el ejercicio de suelo y en la general individual.

## Carrera deportiva
En el Mundial celebrado en Praga en 1938 logró el oro en la competición general individual —por delante de su compatriota Jan Sládek y del suizo Eugene Mack—, el oro en el ejercicio de suelo y también oro en el concurso por equipos, por delante de Suiza y Yugoslavia.